# Acromyadenium maroccanum
Acromyadenium maroccanum és l'única espècie coneguda del gènere Acromyadenium, un triclàdide dendrocèlid que habita l'aigua dolça del Marroc.

## Morfologia
El cap d'A. maroccanum presenta diversos ulls. Té un òrgan musculo-glandular aberrant. El penis s'assembla al de Paradendrocoelum i Polycladodes.